# Robert “Mutt” Lange
Robert John Lange, connu sous le surnom de Robert "Mutt" Lange, est un producteur musical et auto-compositeur sud-africain né le 11 novembre 1948.
Il a produit des albums pour des artistes comme AC/DC, Def Leppard, Foreigner, The Cars, Bryan Adams, Savoy Brown, The Corrs, Nickelback et Muse. Il a également produit et écrit des chansons pour son ex-femme Shania Twain, notamment l'album Come On Over.

## Producteur

### Albums
Graham Parker And The Rumour
- 1976 - Heat Treatment
- 1977 - The Parkerilla (double LP / Mixage et production)
- 1992 - The Best Of Graham Parker And The Rumor
- 1993 - Passion Is No Ordinary Word : The Graham Parker Anthology 1976-1991

Supercharge fondé par le saxophoniste et chanteur Albie Donnelly
- 1976 - Supercharge
- 1976 - Horizontal Refreshment
- 1976 - Local Lads Make Good
- 1978 - I Think I'm Gonna Fall (In Love)
- 1979 - Body Rhythm

Clover
- 1977 - Unavailable
- 1977 -  Love On The Wire
- 1986 -  The Best Of Clover

The Outlaws
- 1978 - Playin' to Win

The Boomtown Rats
- 1978 - A Tonic For The Troops (sous le pseudonyme de Arrjay "Mutt" Lange)
- 1979 - The Fine Art Of Surfacing (sous le pseudonyme de Arrjay "Mutt" Lange)

AC/DC
- 1979 - Highway to Hell
- 1980 - Back in Black
- 1981 - For Those About to Rock (We Salute You)

Def Leppard
- 1981 - High 'n' Dry
- 1983 - Pyromania
- 1987 - Hysteria
- 1992 - Adrenalize (exécutif)

Foreigner
- 1981 - 4

The Cars
- 1984 - Heartbeat City

Bryan Adams (Co-production)
- 1991 - Waking Up the Neighbours
- 1996 - 18 Til I Die

Michael Bolton
- 1993 - The One Thing (Production, composition, arrangements et chorus sur 3 titres de l’album)

Shania Twain
- 1995 - The Woman in Me
- 1997 - Come on Over
- 2002 - Up!
- 2004 - Greatest Hits

Nickelback
- 2008 - Dark Horse

Lady Gaga
- 2011 - Born This Way

Muse
- 2015 - Drones